# Longues jambes, longs doigts
Pour plus de détails, voir Fiche technique et Distribution.
Longues jambes, longs doigts (Lange Beine – lange Finger) est un film allemand réalisé par Alfred Vohrer sorti en 1966.

## Synopsis
Le baron Holberg est fier d'être le descendant d'une famille qui tient sa noblesse dans l'art du vol. Ses objets préférés sont les colliers des riches dames. Depuis la mort de sa femme, il dirige l'affaire avec sa fille Doris, à qui il a enseigné toutes les techniques pour voler les bijoux au cou de la victime de façon inaperçue. Lors d'une soirée mondaine, Doris fait la connaissance de Robert Hammond, un avocat de Londres, en tombe amoureuse et souhaite avoir une vie honnête. Le père ne veut pas de ce déshonneur et s'enfuit avec elle à Vienne, en lui prétextant être recherché par la police.
Mais elle s'enfuit de son côté. Elle rencontre Emilio Gavin, un créateur de mode excentrique, qui la prend pour modèle si elle part à Londres. Elle descend de l'avion sous les flashs des photographes. Robert, en bon coureur de jupons, l'invite à la maison de campagne de la famille qui vient d'être anoblie. Il lui présente son père, un fabricant d'armes, sa mère et sa sœur Sarah. Le père de Doris part la rechercher pour empêcher la liaison ; il préfère la voir avec Sammy, un voleur d'œuvres d'art, un ami d'enfance à elle, mais qui n'a aucun penchant pour sa fille. De même, pour Mr. Hammond, il n'est pas question que son fils épouse une fille telle qu'on l'a présentée dans la presse. Néanmoins Robert fait une demande en mariage.
Le père de Robert refusant de soutenir ce mariage, le couple estime avoir besoin de dix mille livres sterling pour vivre. Sans en informer Robert, Doris décide de faire un coup avec son père lors d'une réception à l'ambassade de France. Elle fuit précipitamment avec un collier volé mais est arrêtée. Au tribunal, elle prend Robert pour sa défense. Avec un discours enflammé, Robert convainc le jury qu'elle n'a agi que par amour et obtient l'acquittement. Mr. Hammond propose au baron Holberg d'être le représentant de ses sociétés écrans, pour vendre des armes en Asie. Le baron découvre ravi, que même des gens qui réussissent sont aussi malhonnêtes.

## Fiche technique
- Titre français : Longues jambes, longs doigts[1]
- Titre original : Lange Beine – lange Finger
- Réalisation : Alfred Vohrer assisté d'Eva Ebner (de)
- Scénario : Peter Lambda, Eberhard Keindorff, Johanna Sibelius
- Musique : Martin Böttcher
- Direction artistique : Isabella Schlichting, Werner Schlichting
- Costumes : Ina Stein
- Photographie : Karl Löb
- Son : Gerhard Müller
- Montage : Jutta Hering
- Production : Artur Brauner
- Société de production : CCC-Film
- Société de distribution : Nora Filmverleih
- Pays d'origine :  Allemagne de l'Ouest
- Langue : allemand
- Format : Couleurs - 1,37:1 - Mono - 35 mm
- Genre : Comédie
- Durée : 92 minutes
- Date de sortie :
  - Allemagne de l'Ouest : 26 août 1966.
  - France : 1er septembre 1970[1].

## Distribution
- Senta Berger: Doris "Dodo" Holberg
- Joachim Fuchsberger: Robert Hammond
- Martin Held: Baron Holberg
- James Robertson Justice: Sir Hammond
- Irene von Meyendorff: Lady Hammond
- Helga Sommerfeld: Sarah Hammond
- Walter Wilz: Sammy Snapper
- Hanns Lothar: Emilio Gavin
- Tilo von Berlepsch (de): Le procureur général
- Lia Eibenschütz: La mère de Gavin
- Alexander Engel: Le médecin
- Cora Roberts (de): La femme avec le collier
- Friedrich Schoenfelder: Le général
- Rudolf Schündler: L'inspecteur
- Hilde Sessak (de): L'infirmière
- Heinz Spitzner: Le policier
- Eduard Wandrey (de): Le président de la Cour
- Albert Bessler: Le juge
- Erik von Loewis: L'avocat
- Zeev Berlinsky: Snapper, le receleur de diamants
- Otto Czarski: Le sergent à la prison
- Wolfgang Völz: Le sergent au poste de police
- Eva Ebner: La prostituée au poste de police

## Histoire
Le producteur Artur Brauner a l'idée du film au début des années 1960. Un premier projet en 1962 réunit le réalisateur Dietrich Haugk et les acteurs Johanna von Koczian, Jerome Courtland, Susi Nicoletti et Theo Lingen. En 1963, le distributeur Gloria annonce une comédie avec Liselotte Pulver, Martin Held, Boy Gobert et Gunther Philipp sous la direction de Terence Young. Mais le projet est à nouveau reporté, pour être tourné par Kurt Hoffmann.
Comme il n'est pas satisfait par le scénario de Lambda, Brauner demande une révision à Eberhard Keindorff et Johanna Sibelius. Entre-temps, le réalisateur Alfred Vorher, disponible, est pris. Gloria n'est plus distributeur, c'est maintenant la société Nora. Le tournage a lieu du 8 décembre 1965 au 22 février 1966 à Berlin-Ouest et en Israël, notamment à Césarée.

## Source de traduction
- (de) Cet article est partiellement ou en totalité issu de l’article de Wikipédia en allemand intitulé « Lange Beine – lange Finger » (voir la liste des auteurs).